# Leptocera nigrolimbata
Leptocera nigrolimbata är en tvåvingeart som beskrevs av Oswald Duda 1925. Leptocera nigrolimbata ingår i släktet Leptocera, och familjen hoppflugor. Inga underarter finns listade i Catalogue of Life.